# Polontex
Polontex S.A. – polskie przedsiębiorstwo przemysłu włókienniczego z siedzibą w Poraju. Zakład produkcyjny spółki znajduje się w Częstochowie, przy ulicy Rejtana (dawna „Ceba”).
Firma została założona w 1990 roku. W 1994 roku Polontex wykupił zakłady należące do upadłej „Ceby”, z historią sięgającą 1883 roku.
Przedsiębiorstwo zatrudnia ponad 400 osób. Należy do niego 23 ha terenu oraz 100 tys. m² hal produkcyjnych (częściowo dzierżawione innym podmiotom). Jest jednym z największych producentów tkanin dekorowanych w Polsce.
Zajmuje się głównie produkcją firan, zasłon, obrusów, tkanin ubraniowych oraz technicznych. W 2020 roku, w związku z pandemią COVID-19, rozpoczął także produkcję maseczek ochronnych.